# Constitució apostòlica
Una constitució apostòlica (Constitutio Apostolica en llatí) és el més alt nivell de decret publicat pel papa de l'Església catòlica. L'ús del terme 'constitució' prové del llatí constitutio, que definia qualsevol llei important publicada per l'emperador romà, i es conserva en documents de l'Església a causa de l'herència que la llei canònica de l'Església catòlica va rebre de la llei romana.

## Característiques
Per la seva naturalesa, les constitucions apostòliques són públiques i, com a tals, exposades a tota l'Església. Les constitucions genèriques utilitzen la Constitució Apostòlica com a títol, i tracten sobre les matèries més solemnes de l'Església, com ara la promulgació d'estatuts o d'ensenyaments definitius. De vegades s'utilitzen els termes constitució dogmàtica o constitució pastoral, en referència al propòsit del document, però són el mateix decret diplomàtic. Les constitucions apostòliques es publiquen com butlles papals a causa de la seva forma solemne. La categoria més alta després d'aquesta és la constitució apostòlica, una encíclica.
Les constitucions apostòliques sempre s'escriuen en llatí i són segellades. S'hi haurà d'incloure el nom del papa, seguida de les paraules "Papa" o "bisbe" (Episcopus), i possiblement el nombre de sèrie. La segona línia està marcada com "servent dels servents de Déu" (Dei servus servorum), utilitzat des del Papa Gregori I Magne (590-604). La salutació varia, però la frase "per a la memòria eterna" (rei memoriam ad perpetuam) s'utilitza amb més freqüència. Les constitucions apostòliques, teòricament, poden tractar sobre la dogmàtica, la litúrgia, els sacramentals, o l'administració.